# .22 WMR
.22 WMR (англ. .22 Winchester Magnum Rimfire, варианты названия — 5,6 мм Винчестер Магнум, .22 Magnum, .22 Mag) — малоимпульсный патрон кольцевого воспламенения семейства 5,6 мм, применяемый исключительно в гражданском оружии для самообороны или охоты.

## История
Патрон .22 WMR был разработан американской фирмой «Винчестер» на основе ранее выпускавшегося патрона .22 WRF и впервые представлен на оружейной выставке в Вашингтоне в 1959 году как патрон для охоты на мелкую дичь. В серию он пошёл в 1960 году, когда фирма «Винчестер» запустила производство оружия под него. Почти одновременно оружие для такого патрона начали производить и другие ведущие американские оружейные фирмы. Интересно, что он оказался первым патроном кольцевого воспламенения, доведённым до серийного производства в XX веке — все остальные боеприпасы этого класса были созданы в XIX веке .

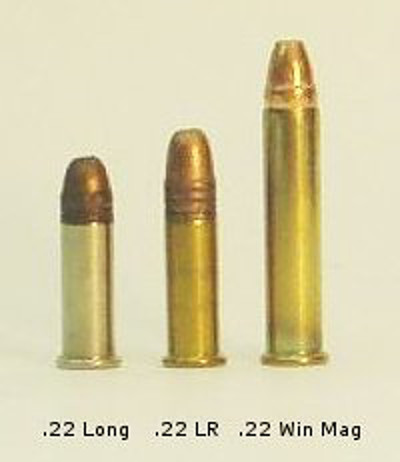
Патрон .22 WMR — справа, рядом с другими боеприпасами калибра 5,6 мм (.22 Long и .22 Long Rifle)

.22 WMR относится к широко распространённому семейству «малокалиберных» патронов кольцевого воспламенения калибра 5,6 мм (настоящий калибр у всех — 5,7 мм) — .22 Short, .22 Long, .22 Long Rifle и др. Несмотря на то, что на первый взгляд он отличается от других 5,6-мм патронов только большей длиной, в этом семействе он стоит несколько особняком. Его гильза имеет чуть больший диаметр и более толстые стенки, что позволяет ей выдерживать повышенное давление при выстреле. Поэтому им нельзя стрелять из оружия, рассчитанного на патроны семейства 5,6 мм. Делать наоборот, в принципе, можно, но при этом гильзу более короткого патрона может раздуть (патронник для .22 WMR имеет диаметр чуть больше, чем нужен для других патронов 5,6 мм) и её будет сложно извлечь. Некоторые производители оружия предлагают сменные барабаны для револьверов, позволяющие изменять тип используемого боеприпаса с .22 Long Rifle на .22 WMR и обратно.

## Особенности и применение
Патрон .22 WMR значительно мощнее, чем, например, знаменитый «мелкашечный» патрон .22 Long Rifle, поскольку количество пороха в его гильзе больше примерно в полтора раза (давление, развиваемое этим патроном при выстреле, по мнению некоторых авторов, находится на пределе, допустимом для патронов кольцевого воспламенения). Соответственно, дальность стрельбы им существенно больше. Начальная скорость пули весьма высока — она в некоторых типах патрона достигает 600 м/с и даже на расстоянии 100 ярдов (91,4 м) равна скорости пули .22 Long Rifle у среза ствола. Эффективная дальность стрельбы .22 WMR достигает 180—200 м. При этом отдача пренебрежимо слабая, она часто не ощущается вовсе.

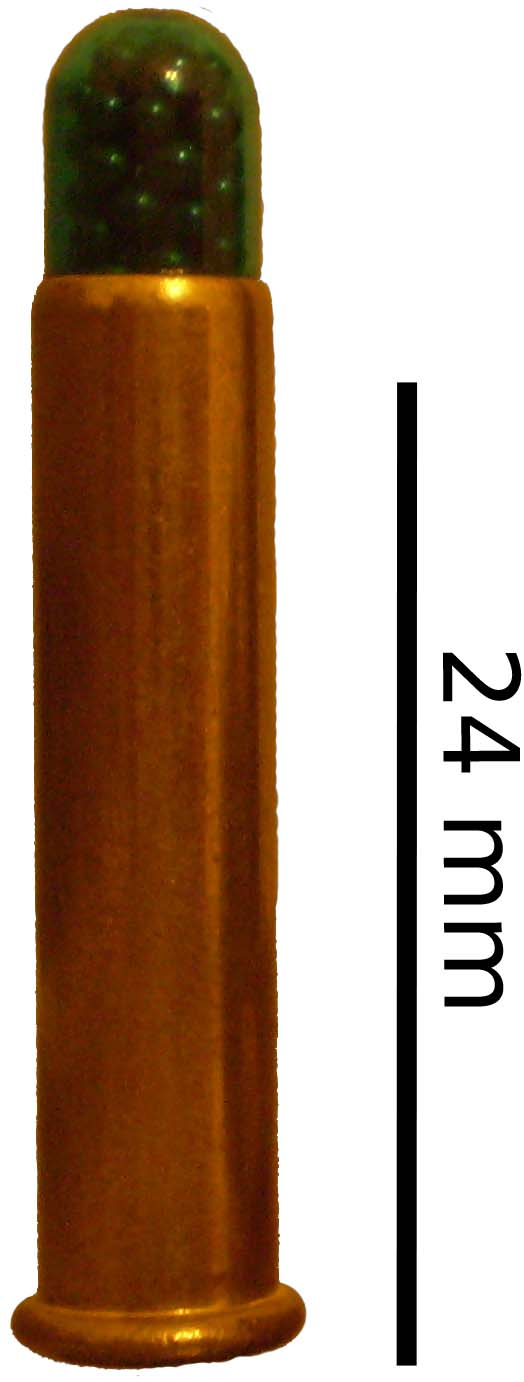
Патрон .22 WMR с дробью («Ratshot») для отстрела мышей и крыс

Применение этого патрона, в целом, такое же, как и у других патронов семейства 5,6 мм. Это, прежде всего, индивидуальная стрелковая подготовка и обучение стрельбе. Этому способствуют такие качества патрона, как практическое отсутствие отдачи, относительно негромкий звук выстрела и дешевизна. Но в «настоящей» спортивной стрельбе этот патрон никогда не использовался. Спортсменам повышенная скорость пули не была необходима (для стрельбы по мишеням оптимальны баллистические показатели .22 Long Rifle, а не более мощного патрона) поэтому акцент в продвижении на рынке патрона .22 WMR был изначально смещён в сторону охоты. Именно охотники могли полностью реализовать преимущества .22 WMR. Патрон .22 WMR — один из немногих патронов кольцевого воспламенения, который часто стал использоваться для охотничьих целей.
Наиболее распространённая пуля для патрона .22 WMR — не свинцовая осаленная, как у менее мощных 5,6-мм патронов, а омеднённая, так как при скоростях больше 600 м/с свинцовая безоболочечная пуля может сорваться с нарезов в стволе или расплавиться от трения. Часто пули .22 WMR делаются с экспансивной полостью в головной части. Существуют также специальные патроны .22 WMR, имеющие вместо пули капсулу с мелкой дробью, которые применяются для отстрела мышей и крыс.
Этот патрон годится для стрельбы мелких грызунов, кроликов, а также птиц, но обязательно надо иметь в виду, что на близком расстоянии пуля может сильно разбить и порвать тушку такой дичи, особенно если патрон снаряжён пулей с экспансивной полостью. Дульная энергия пули этого боеприпаса достаточна для поражения дичи размером до шакала или койота включительно.
Оружие под патрон .22 WMR выпускается самое разнообразное, особенно в США. Это и карабины, и штуцеры, и пистолеты (примечателен, помимо прочего, 30-зарядный пистолет Kel-Tec PMR-30). В Европе и России данный патрон и, соответственно, оружие под него, распространены меньше, но тоже встречаются, — например, в калибре .22 WMR выпускается карабин «Соболь».